# Antoinette od Massyja
Antoinette od Massyja (Pariz, 28. prosinca 1920. – Monako, 18. ožujka 2011.), monegaška princeza i barunica od Massyja. Bila je najstarije dijete kneginje Charlotte od Monaka (1898. – 1977.) i grofa Pierrea od Polignaca (1895. – 1964.). Bila je sestra monegaškog kneza Rainiera III. i tetka sadašnjeg kneza Alberta II.

## Životopis
Tijekom 1940-ih upustila se u vezu s teniskim prvakom Alexandreom-Athenaseom Noghèsom (1916. – 1999.) s kojim je dobila troje djece: Elisabeth-Anne de Massy (1947. – 2020.), Christian Louis de Massy (r. 1949.), Christine Alix de Massy (1951. – 1989.). Par se vjenčao 4. prosinca 1951. godine, prilikom čega je Charlotte dobila naslov barunice od Massyja, a njihova su djeca bila ozakonjena te su dobila pravo nasljedstva monegaškog prijestolja. Razveli su se 1954. godine.
Poslije razvoda bila je u vezi s književnikom Jeanom-Charlesom Reyom, za kojeg se udala 2. prosinca 1961. godine. Budući da njen brat, monegaški knez Rainier III. nije bio oženjen i nije imao djece, Antoinette je s, tada ljubavnikom, Jeanom-Charlesom Reyom skovala plan da zbaci brata s prijestolje, postane regentica i jednog dana preda prijestolje svome sinu Christianu. To je izazvalo skandal u obitelji koji je doveo do narušavanja odnosa. U međuvremenu, knez Rainier III. se oženio američkom glumicom Grace Kelly s kojom je dobio troje djece, uključujući i prijestolonasljednika Alberta od Monaka.
Princeza Grace je otjerala Antoinettu iz Monaka te se ona smjestila na francuskoj obali, južno od Monaka. Godine 1973. razvela se od drugog supruga. Dana 28. srpnja 1983. godine udala se po treći put, za britanskog baletana Johna Gilpina, ali je već iste godine ostala udovica.
Poslije smrti njenog brata, kneza Rainiera od Monaka, 2005. godine, ona i njena djeca ostali su bez prava na prijestolje, jer nasljedna prava imaju samo braća, sestre i djeca trenutnog monegaškog vladara. Pred kraj života je popravila odnose s obitelji.